# Cyprian Kamil Norwid
Cyprian Kamil Norwid (født 24. september 1821 i Laskowo-Głuchy ved Wyszków (nu Masoviske Voivodskab, Polen), død 23. maj 1883 i Paris) var en polsk romantisk digter. 

## Værker

### Lyrik
- "Bema pamięci żałobny rapsod" (1851)
- "Promethidion. Rzecz w dwóch dialogach z epilogiem" (1851)
- "Vade-mecum" (1858-1866)

### Prosa
- "Czarne kwiaty" (1856)
- "Białe kwiaty" (1856)
- "Cywilizacja. Legenda" (1861)
- "Ad leones!" (1883) (novelle)

## "Studia Norwidiana"
Det Katolske Universitet i Lublin (polsk: Katolicki Uniwersytet Lubelski Jana Pawła II, latin: Universitas Catholica Lublinensis Ioannis Pauli II) har siden 1983 publiceret "Studia Norwidiana" udelukkende om Norwids værker.